# Наум Хаджимладенов
Наум Стоянов Хаджимладенов е български художник живописец и график, един от създателите на Самоковския исторически музей.

## Биография
Наум Хаджимладенов е роден на 15 юли 1894 г. в Самоков. Баща му бил търговец на вълна, собственик на дюкян, получил кръщението си от Чакър войвода.
Най-ранните запазени рисунки на Хаджимладенов са от 1910 г. когато той е на шестнадесет години. Рисува кентаври, дами с широкополи шапки, селяни с каруци, войници, портрети на близките си. Първи напътствия му дава Павел Кръстев, негов братовчед по майчина линия и вече утвърден художник, който се застъпва пред родителите му Наум да учи в София изобразително изкуство.
През 1914 г. постъпва да учи живопис в Държавната художествената академия в класа на проф. Иван Мърквичка, където негови състуденти са по-късно добилите известност художници Ари Калъчев, Никола Аврамов, Живка Пейчева. Следването му е прекъснато от избухването на Първата световна война, в която умират двама от най-близките му приятели – Павел Кръстев и Димчо Дебелянов. През 1918 г. Хаджимладенов отново се завръща в Академията и се дипломира на 16 юни 1921 г.
Завръща се в Самоков, за да се грижи за възрастните си родители. По-късно през 1921 година организира своята първа самостоятелна изложба в родния си град, където продължава работа като учител по рисуване и остава да живее през следващите 13 години.
През 1930 – 1931 г. Наум Хаджимладенов подарява на родния си град 20 картини, които изобразяват местната действителност, и това слага начало на музейната колекция на Историческия музей в града. Хаджимладенов става първият директор на музей в периода от 1931 до 1935 година.
От 1934 до 1946 г. се връща отново в София и работи като илюстратор на книгите „Под игото“, „Бай Ганьо“, „Робинзон Крузо“, „Чичо Томовата колиба“ и други. Сътрудничи с илюстрации на списание „Детски свят“ и детските вестничета „Трезво дете“ и „Ручей“, както и на поредицата популярни детски книги „Древна България“.
Приет е за член на СБХ. В този период Хаджимладенов участва в редица общи художествени изложби в София и други градове, в представяния на българското изкуство в чужбина – „Рьорих мюзеум“ (Ню Йорк, 1935), Прага, Атина (1938). Картините на Хаджимладенов за тези изложения в чужбина са били избирани от художниците Сирак Скитник и проф. Стефан Баджов. Участва в Международното биенале на хумора и сатирата в Габрово. В този период негови близки приятели са Боян Пенев, Владимир Димитров-Майстора, Павел Францалийски, Илия Бешков, Васил Стоилов, Ламар.
В София се запознава със съпругата си Олга и през 1940 г. се ражда единственото им дете – Анна. Няколко години след раждането на дъщеря им, Олга почива и Наум взима решението да се завърне завинаги в родния си град Самоков. Годините след Втората световна война са трудни и бедни, а за Хаджимладенов – свързани и със самотното бащинство и всекидневните грижи покрай детето. Остава изолиран от художествения живот в страната, не участва в общи художествени изложби и не получава поръчки, а и религиозната тема в творчеството му не се вписва в естетиката на новия социалистически ред. Рисува плакати за филми за самоковското кино.
Признание открива в края на живота си. По повод 75-годишния юбилей на Хаджимладенов, той е удостоен със званието „заслужил художник“, а по повод 80-годишнината – и „народен художник“. През 1974 година изкуствоведката Ружа Маринска изследва творчеството му и пише за него книга.
Умира на 91-годишна възраст на 20 август 1985 г. в Самоков.

### Творчество
Голяма част от творчеството на Наум Хаджимладенов е посветено на библейска тематика. Теми като „Адам и Ева“, „Сузана и старците“, „Тайната вечеря“, „Разпятие“, „Носене на кръста“, „Разкаянието на Юда“, „Христос и тълпата“ и други се срещат в много негови картини. Използва молив, туш и перо, туш и четка, акварел, маслени бои, дървогравюра. 
Творби на Наум Хаджимладенов са притежание на Национална художествена галерия, Софийска градска художествена галерия, Художествената галерия в Самоков, Дом на хумора и сатирата – Габрово, Художествената галерия в Сливен и други окръжни галерии, частни колекции в България, САЩ, Германия, Австрия, Франция, Белгия, Великобритания, Италия, Испания и др.
Смята се, че през дългия си жизнен и творчески път Хаджимладенов е нарисувал около пет хиляди картини. Голяма част от тях не са били подписвани своевременно, а впоследствие, когато през последните 15 години от живота си творчеството му е преоткрито и той получава признание и започват откупки на картините му.

### Награди
Наум Хаджимладенов е носител на множество награди и отличия за творчеството си:
- 1937: Златен медал на Парижкото изложение за картината „Пазар в Самоков“;[3]
- 1937: Орден „За гражданска заслуга“, връчен от цар Борис III;[1]
- 1938: Орден „Свети Александър“, връчен от връчен от цар Борис за участие в изложба на българска живопис в Атина;[3]
- 1954: Орден „Кирил и Методий“ І степен;[3]
- 1964: Орден „Кирил и Методий“ І степен;[3]
- 1975: Почетен гражданин на Самоков.[3]